# 레크레아티보 우엘바

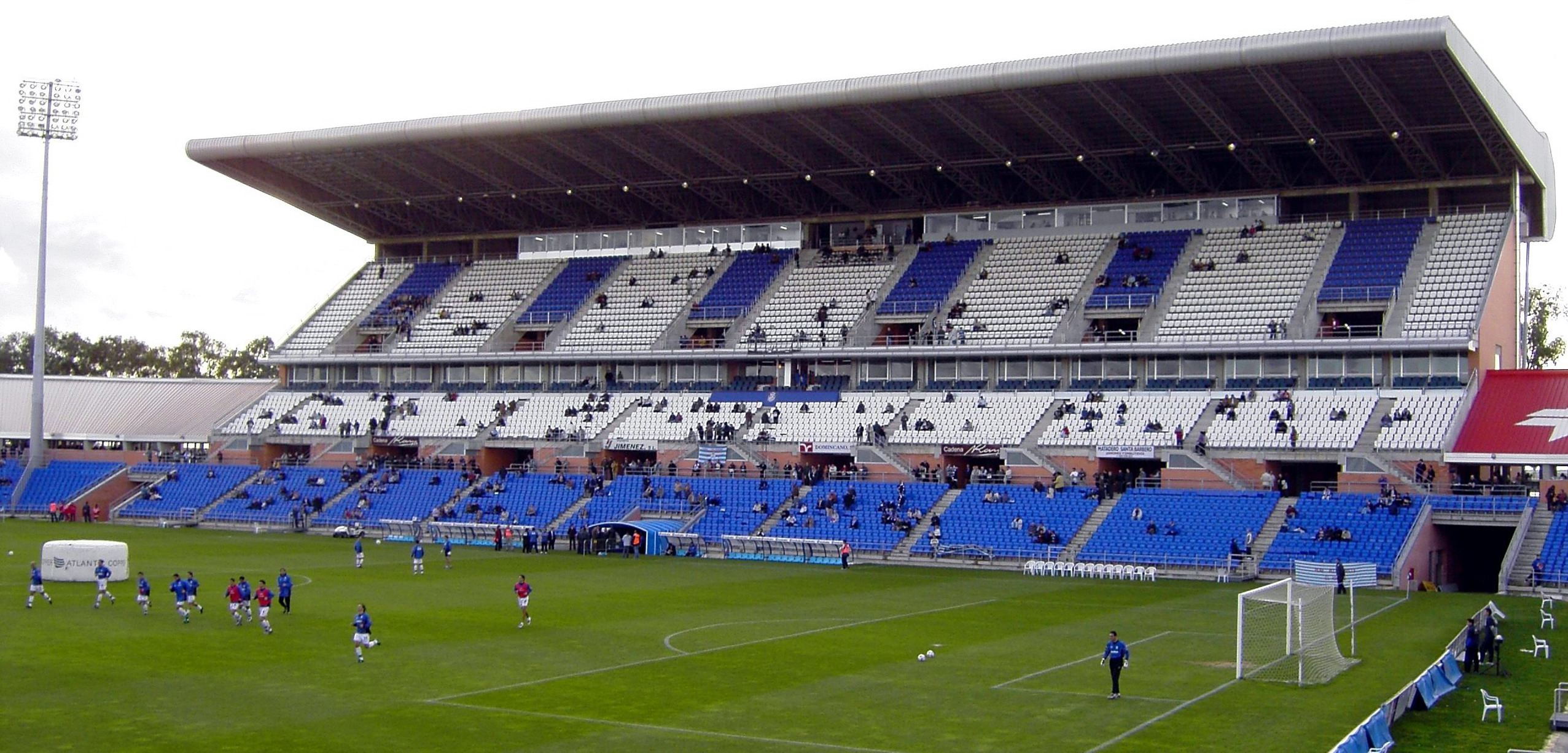

레알 클루브 레크레아티보 데 우엘바(스페인어: Real Club Recreativo de Huelva)는 안달루시아 지방 우엘바 주 우엘바에 위치한 에스타디오 누에보 콜롬비노 경기장을 연고로 하는 스페인의 축구 클럽이다.
이 축구단은 1889년 창단되었다. 프리메라리가에 속해 있던 2008-09시즌에 최하위인 20위로 마감하면서 세군다 디비시온으로 강등되었다. 이후에 3부 리그를 오가다 2021년 5월에 스페인 축구 리그 시스템의 개편으로 2단계나 강등되면서 구단 역사상 처음으로 5부 리그로 강등되었다.

## 주요 성적
- 코파 델 레이
  - 준우승 (1): 2002-2003

## 현재 선수 명단
2020년 9월 1일 기준

참고: FIFA 자격 규정에 따라 소속된 국가대표팀 국기를 표시합니다. 선수는 복수의 FIFA 비회원국 국적을 가지고 있을 수 있습니다.
| 번호 | 포지션 | 국적              | 이름              |
| ---- | ------ | ----------------- | ----------------- |
| 1    | GK     |                   | 로베르토          |
| 2    | DF     | 남아프리카 공화국 | 나시프 모리스     |
| 3    | DF     | 우루과이          | 안드레스 라마스   |
| 4    | DF     |                   | 세사르 아르소     |
| 5    | DF     |                   | 이아고 보우손     |
| 6    | DF     |                   | 호세 카사도       |
| 7    | MF     | 코트디부아르      | 캉가 아칼레       |
| 8    | FW     |                   | 하비 카무냐스     |
| 9    | FW     | 튀르키예          | 에르센 마틴       |
| 10   | MF     |                   | 헤수스 바스케스   |
| 11   | FW     |                   | 아드리안 콜룽가   |
| 12   | FW     |                   | 호셀리토          |
| 13   | GK     |                   | 아시에르 리에스고 |
| 14   | MF     |                   | 시시              |

| 번호 | 포지션 | 국적     | 이름                     |
| ---- | ------ | -------- | ------------------------ |
| 15   | MF     |          | 호세 이그나시오 사이노스 |
| 16   | DF     |          | 키케 알바레스            |
| 17   | MF     |          | 라파엘 바르베르          |
| 18   | FW     |          | 마르코 루벤              |
| 19   | MF     |          | 세바스티안 나야르        |
| 20   | DF     |          | 폴리                     |
| 21   | MF     |          | 아이토르                 |
| 22   | DF     | 포르투갈 | 베투                     |
| 23   | FW     |          | 하비 게레로              |
| 24   | MF     |          | 하비 푸에고              |
| 26   | FW     |          | 후안 비야르              |
| 28   | DF     |          | 파블로 올리베이라        |
| —    | GK     |          | 빅토르 보카네그라        |

## 역대 감독
| 감독                     | 임기        |
| ------------------------ | ----------- |
| 마르셀 도밍고            | 1979        |
| 마르셀리노 가르시아 토랄 | 2005 ~ 2007 |
| 세르히 바르후안          | 2012 ~ 2014 |